# Zaindainxoi (häradshuvudort i Kina, Tibet Autonomous Region, lat 31,85, long 93,67)
Zaindainxoi (kinesiska: Zandanxue, 赞丹学, Suo Xian, 索县, 赞丹雪) är en häradshuvudort i Kina. Den ligger i den autonoma regionen Tibet, i den sydvästra delen av landet, omkring 340 kilometer nordost om regionhuvudstaden Lhasa. Antalet invånare är 43 621. Befolkningen består av 21 299 kvinnor och 22 322 män. Barn under 15 år utgör 32 %, vuxna 15-64 år 62 %, och äldre över 65 år 5,0 %.
Runt Zaindainxoi är det mycket glesbefolkat, med 4 invånare per kvadratkilometer. Zaindainxoi är det största samhället i trakten. Trakten runt Zaindainxoi består i huvudsak av gräsmarker.
Genomsnittlig årsnederbörd är 970 millimeter. Den regnigaste månaden är juni, med i genomsnitt 224 mm nederbörd, och den torraste är december, med 5 mm nederbörd.